# Hermann Burger
Hermann Burger (ur. 10 lipca 1942 w Menzikenie, zm. 28 lutego 1989 w Brunegg) – szwajcarski pisarz i literaturoznawca.
Tworzył w języku niemieckim, wykładał m.in. poetykę na uniwersytecie we Frankfurcie nad Menem. Jego twórczość to iluzoryczna proza obfitująca w zaskakujące porównania i skojarzenia, oparta na założeniu, że proces tworzenia i proces odbioru dzieła powinien być formą terapii. Opublikował zbiory opowiadań Bork (1970), Diabelli (1979), powieść Die Künstliche Mutter (1982), ponadto eseje - m.in. studium o samobójstwie jako motywie literackim.